# Бу Сянджъ
Бу Сянджъ (на китайски: 卜祥志, на пинин: Bǔ Xiángzhì) е китайски шахматист, международен гросмайстор от 1999 г. Фамилията му е Бу, защото това е китайско име.

## Кариера

### Индивидуална
На възраст от шест години, Бу е въведен в правилата на шахмата от негов по-голям братовчед и интересът му нараства след победата на сънародничката му Xie Jun на световното първенство за жени през 1991 г. Занимава се сериозно с шахмат от деветгодишна възраст. По това време седмичният вестник на град Циндао основава местен шахматен клуб, който е посещаван от много деца, включително синът на главния редактор на вестника. Първата му шахматна книга е превод на известната „My 60 Memorable Games“ от Боби Фишер, играч на който Бу се възхищава. През 1993 г. китаецът печели Юношесткото първенство на Циндао.
През 1997 става шампион при децата на националната купа S.T. Lee. На следващата година, той става шампион на Китай при учениците и световен шампион при момчетата до 14 години. През 1999 завършва седми на престижния гросмайсторски турнир с покана „Tan Chin Nam“.
Договор за спонсорство с производителя на минерална вода в родния му град Циндао, позволява на Бу и треньора му Ji Yunqi да пътуват из Европа, участвайки на няколко международни турнира през 1999. През август 1999 събира само за два месеца три гросмайсторски норми, с турнирните си победи на „Paks GM tournament“ (21 – 29 септември, 10-а категория), „Kluger Memorial Budapest First Saturday“ (3 – 13 октомври, 7-а категория) и поделеното първо място на „Qingdao Daily Cup“. Той е на 13 години, 10 месеца и 13 дни, когато покрива последната норма, ставайки тогава най-младия шахматист получил званието гросмайстор. През 2002 сдава титлата си на „най-младия гросмайстор в света“ на Сергей Карякин. През 1999 г. Бу също печели Немското открито първенство.
През декември 2003, Бу печели международния открит турнир „Aceimar“ в испанския град Мондарис с резултат 7,5/9 т.
През юли 2007, Бу печели откритото първенство на Канада в Отава. Същата година през октомври спечелва Световната купа по блинд в Билбао с 1,5 т. пред най-близкия противник, побеждавайки в състезанието силните гросмайстори Веселин Топалов, Магнус Карлсен, Пентала Харикришна, Юдит Полгар и Сергей Карякин.
През сезон 2006/2007 играе в немската бундеслига на първа дъска за отбора на TV Tegernsee. През сезон 2008/2009 играе на втора дъска.
През януари 2008 на шестия шахматен фестивал Гибтелеком в Гибралтар, Бу поделя първата позиция с резултат 8/10, но губи двете блиц партии в плейофа от Хикару Накамура. През април Бу се състезава в руското отборно първенство в Багомъс, Сочи за отбора Шатар-Метрополе, където постига резултат от 6,5/10. При дебюта му в София на „М-Тел Мастърс“ (20-а категория) завършва пети от шест участника с резултат 3/10 т.
Състезава се на гросмайсторския турнир „Inventi“ в Антверпен, Белгия, проведен от 23 – 31 август. Спечелва състезанието с резултат 7/9 т. (5+4=0–) и ЕЛО коефициент 2748.

### Национален отбор
Бу е редовен участник в националния отбор на Китай от 2001 г. на световното отборно първенство през 2005 в Беер Шева и на шахматната олимпиада през 2006 в Торино постига високи резултати на първа дъска и спечелва сребърен индивидуален и отборен медал във всяко едно от двете събития. В Торино печели четири партии и постига реми в осем, включително партиите му срещу Владимир Крамник, Вишванатан Ананд и Левон Аронян. Бу участва също на предходните две шахматни олимпиади през 2002 и 2004 г. на четвърта дъска.
Китаецът е част от отбора, който спечелва сребърния медал през декември 2006 на Азиатските игри в Доха. Спечелва индивидуален бронзов медал на втора дъска през 2008, когато Китай спечелва 15-ия Азиатски отборен шампионат във Вишакхапатнам.